# Иранцы

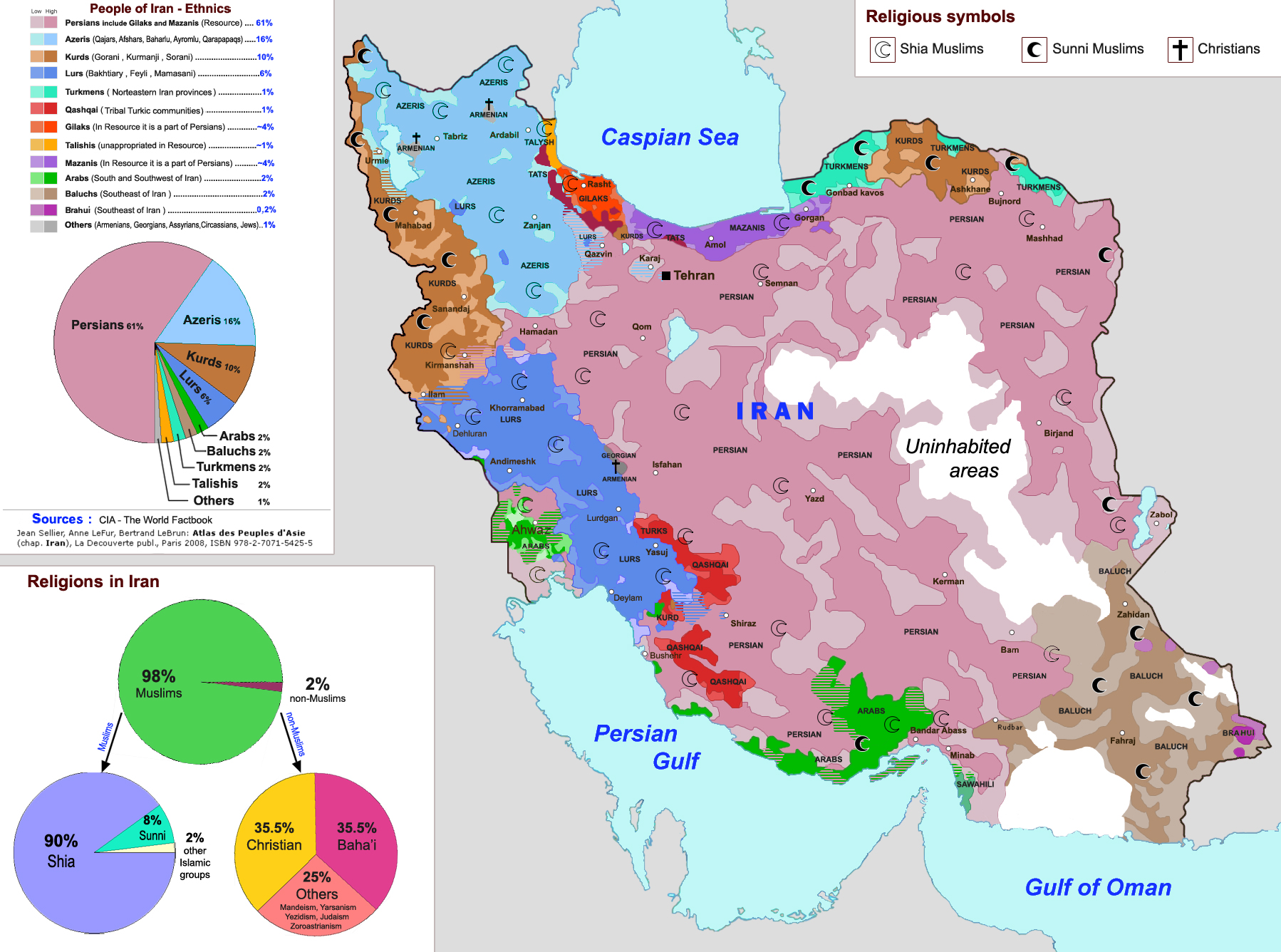
Этно-религиозные группы Ирана

Ира́нцы или жители Ирана (ед. число ира́нец или ира́нка; на персидском языке звучит как и́рони) — граждане современного государства Иран (Исламской Республики Иран), независимо от их национальности, религии или происхождения. Живут также в других странах Европы и Америки.
Большинство иранцев — персы (по разным оценкам от 36 % до 61 %).
Вторая по численности этническая группа — азербайджанцы (по разным оценкам от 16 % до 40 %), проживающие главным образом на северо-западе страны, в так называемом Иранском Азербайджане (Западный Азербайджан, Восточный Азербайджан, Зенджан, Казвин, Хамадан, Ардебиль). Азербайджанцы являются крупнейшим национальным меньшинством, не принадлежащим к иранской языковой семье, говорят на азербайджанском языке принадлежащим к тюркской языковой семье. Некоторые (напр., Ф. У. Алекперли) этнографы склонны разделять северную и южную часть азербайджанского этноса, поскольку иранские азербайджанцы подверглись гораздо более серьёзному влиянию ираноязычных народов, чем проживающие в Азербайджанской Республике.
Курды составляют около 5 %-10 % населения Ирана. Они проживают на западе страны, в провинциях Курдистан, Западный Азербайджан, Керманшах, Илам.
На севере Ирана, вдоль берегов Каспийского моря проживают талыши, гилянцы и мазендеранцы (около 7 %).
На северо-востоке представлены туркмены (большинство в остане Голестан), небольшими группами проживают тюркские племена (карайи, карагозлу, таймурташ) и этнические группы чараймаков.
Белуджи занимают юго-восточную часть страны (остан Систан и Белуджистан). Отдельные их группы проживают в Хорасане и Кермане и западном Мекране.
На юге-западе проживают луры и бахтиары. Арабы также населяют юго-западную часть страны, в основном провинцию Хузестан, а также расселены на побережье Персидского залива.

## Культура